# 单顷公
单顷公（？—？），春秋时期单国国君。鲁襄公三年（前570年）春，六月，单顷公与晋侯晋悼公、宋公宋平公、鲁侯鲁襄公、卫侯卫献公、郑伯郑厘公、莒子莒犂比公、邾子邾宣公、齐世子光会盟。己未日，在鸡泽会盟。
| 前任： 单襄公 | 单国国君 — | 繼任： 单靖公 |